# Temporada 1939 de las Grandes Ligas de Béisbol
La Temporada 1939 de las Grandes Ligas de Béisbol fue disputada de abril a octubre, con 8 equipos tanto en la Liga Americana como en la Liga Nacional con cada equipo jugando un calendario de 154 partidos. 
La temporada finalizó cuando New York Yankees derrotaron en la Serie Mundial a Cincinnati Reds en cuatro juegos, ganando así su octavo título.

## Premios y honores
- MVP
  - Joe DiMaggio, New York Yankees (AL)
  - Bucky Walters, Cincinnati Reds (NL)

## Temporada Regular
| Liga Americana         | Liga Americana | Liga Americana | Liga Americana | Liga Americana | Liga Americana | Liga Americana |
| Equipo                 | V              | D              | CTE            | JD             | LOCAL          | VISITA         |
| ---------------------- | -------------- | -------------- | -------------- | -------------- | -------------- | -------------- |
| New York Yankees       | 106            | 45             | .702           | -              | 52-25          | 54-20          |
| Boston Red Sox         | 89             | 62             | .589           | 17             | 42-32          | 47-30          |
| Cleveland Indians      | 87             | 67             | .565           | 20½            | 44-33          | 43-34          |
| Chicago White Sox      | 85             | 69             | .552           | 22½            | 50-27          | 35-42          |
| Detroit Tigers         | 81             | 73             | .526           | 26½            | 42-35          | 39-38          |
| Washington Senators    | 65             | 87             | .428           | 41½            | 37-39          | 28-48          |
| Philadelphia Athletics | 55             | 97             | .362           | 51½            | 28-48          | 27-49          |
| St. Louis Browns       | 43             | 111            | .279           | 64½            | 18-59          | 25-52          |

| Liga Nacional         | Liga Nacional | Liga Nacional | Liga Nacional | Liga Nacional | Liga Nacional | Liga Nacional | Liga Nacional |
| Equipo                | V             | D             | CTE           | JD            | LOCAL         | VISITA        |               |
| --------------------- | ------------- | ------------- | ------------- | ------------- | ------------- | ------------- | ------------- |
| Cincinnati Reds       | 97            | 57            | .630          | -             | 55-25         | 42-32         |               |
| St. Louis Cardinals   | 92            | 61            | .601          | 4½            | 51-27         | 41-34         |               |
| Brooklyn Dodgers      | 84            | 69            | .549          | 12½           | 51-27         | 33-42         |               |
| Chicago Cubs          | 84            | 70            | .545          | 13            | 44-34         | 40-36         |               |
| New York Giants       | 77            | 74            | .510          | 18½           | 41-33         | 36-41         |               |
| Pittsburgh Pirates    | 77            | 74            | .510          | 18½           | 41-33         | 36-41         |               |
| Boston Bees           | 77            | 74            | .510          | 18½           | 41-33         | 36-41         |               |
| Philadelphia Phillies | 45            | 106           | .298          | 50½           | 29-44         | 16-62         |               |

## Postemporada
AL New York Yankees (4) vs. NL Cincinnati Reds (0)
|                                                          |
| Campeón de las Grandes Ligas New York Yankees 8.º título |

## Líderes de la liga

### Liga Americana
Líderes de Bateo 
| Categoría           | Jugador      | Equipo | Marca |
| ------------------- | ------------ | ------ | ----- |
| Porcentaje de bateo | Joe DiMaggio | NYY    | .381  |
| Cuadrangulares      | Jimmie Foxx  | BOS    | 35    |
| Carreras Impulsadas | Ted Williams | BOS    | 145   |
| Carreras Anotadas   | Red Rolfe    | NYY    | 139   |
| Hits                | Red Rolfe    | NYY    | 213   |
| Robo de Bases       | George Case  | WSH    | 51    |

Líderes de Pitcheo 
| Categoría         | Jugador       | Equipo  | Marca |
| ----------------- | ------------- | ------- | ----- |
| Victorias         | Bob Feller    | CLE     | 24    |
| Derrotas          | Vern Kennedy  | DET SLB | 20    |
| ERA               | Lefty Grove   | BOS     | 2.54  |
| Ponches           | Bob Feller    | CLE     | 246   |
| Entradas Lanzadas | Bob Feller    | CLE     | 296.2 |
| Juegos salvados   | Johnny Murphy | DET     | 19    |

### Liga Nacional
Líderes de Bateo 
| Categoría           | Jugador               | Equipo  | Marca |
| ------------------- | --------------------- | ------- | ----- |
| Porcentaje de bateo | Johnny Mize           | STL     | .349  |
| Cuadrangulares      | Johnny Mize           | STL     | 28    |
| Carreras Impulsadas | Frank McCormick       | CIN     | 128   |
| Carreras Anotadas   | Billy Werber          | CIN     | 115   |
| Hits                | Frank McCormick       | CIN     | 209   |
| Robo de Bases       | Stan Hack Lee Handley | CHC PIT | 17    |

Líderes de Pitcheo 
| Categoría         | Jugador                      | Equipo  | Marca |
| ----------------- | ---------------------------- | ------- | ----- |
| Victorias         | Bucky Walters                | CIN     | 27    |
| Derrotas          | Bob Klinger Max Butcher      | PIT 2TM | 17    |
| ERA               | Bucky Walters                | CIN     | 2.29  |
| Ponches           | Bucky Walters Claude Passeau | CIN 2TM | 137   |
| Entradas Lanzadas | Bucky Walters                | CIN     | 319   |
| Juegos salvados   | Clyde Shoun                  | STL     | 9     |